# Salle du Conservatoire
La salle du Conservatoire (ou aussi salle des concerts) est une ancienne salle de concerts symphoniques, construite sur l'emplacement d'un théâtre attenant à l'hôtel des Menus-Plaisirs, située aujourd'hui au sein des locaux du Conservatoire national supérieur d'art dramatique, rue du Conservatoire, dans le 9e arrondissement à Paris. Ordonnée par décret impérial du 3 mars 1806 et destinée à l'origine aux exercices des élèves du Conservatoire de musique et de déclamation, sa construction est réalisée par l'architecte François Joseph Delannoy. Elle est inaugurée le 7 juillet 1811. 
Elle devient, le 6 mars 1828, la salle de la Société des concerts du Conservatoire dirigée par François-Antoine Habeneck grâce auquel le public parisien découvre les œuvres de Ludwig van Beethoven. Son acoustique inégalée la fait considérer à l'époque comme le « Stradivarius des salles de concert ». Elle connaît dès lors, avec notamment la création des œuvres d'Hector Berlioz (la Symphonie fantastique en 1830, Lélio ou le Retour à la vie en 1832, Harold en Italie en 1834, Roméo et Juliette en 1839), une carrière intense jusqu'en 1938 (année de l'installation de la Société des concerts au Palais de Chaillot) puis de plus en plus épisodique en raison de sa faible capacité et de sa sécurité inadaptée aux normes de plus en plus contraignantes. Sa restauration en 1985, pour des raisons de sécurité et en vue de son utilisation par les ateliers d'élèves du CNSAD la rend désormais impropre à l'organisation des grands concerts symphoniques tels que ceux créés par le passé dans cette salle prestigieuse.
Aujourd'hui ce théâtre accueille de temps en temps des spectacles du théâtre de la Ville, comme en 2006 Quartet de Heiner Müller, mis en scène par Matthias Langhoff, avec Muriel Mayette et François Chattot. Elle est depuis 2013 un lieu de résidence pour l’ensemble le Palais royal qui s’y produit plusieurs fois par an. John Eliot Gardiner y a enregistré en 1991 la symphonie fantastique avec son orchestre révolutionnaire et romantique (cité dans le Paris de Berlioz de Christian Wasselin édition Alexandrine, page 32).

## Genèse

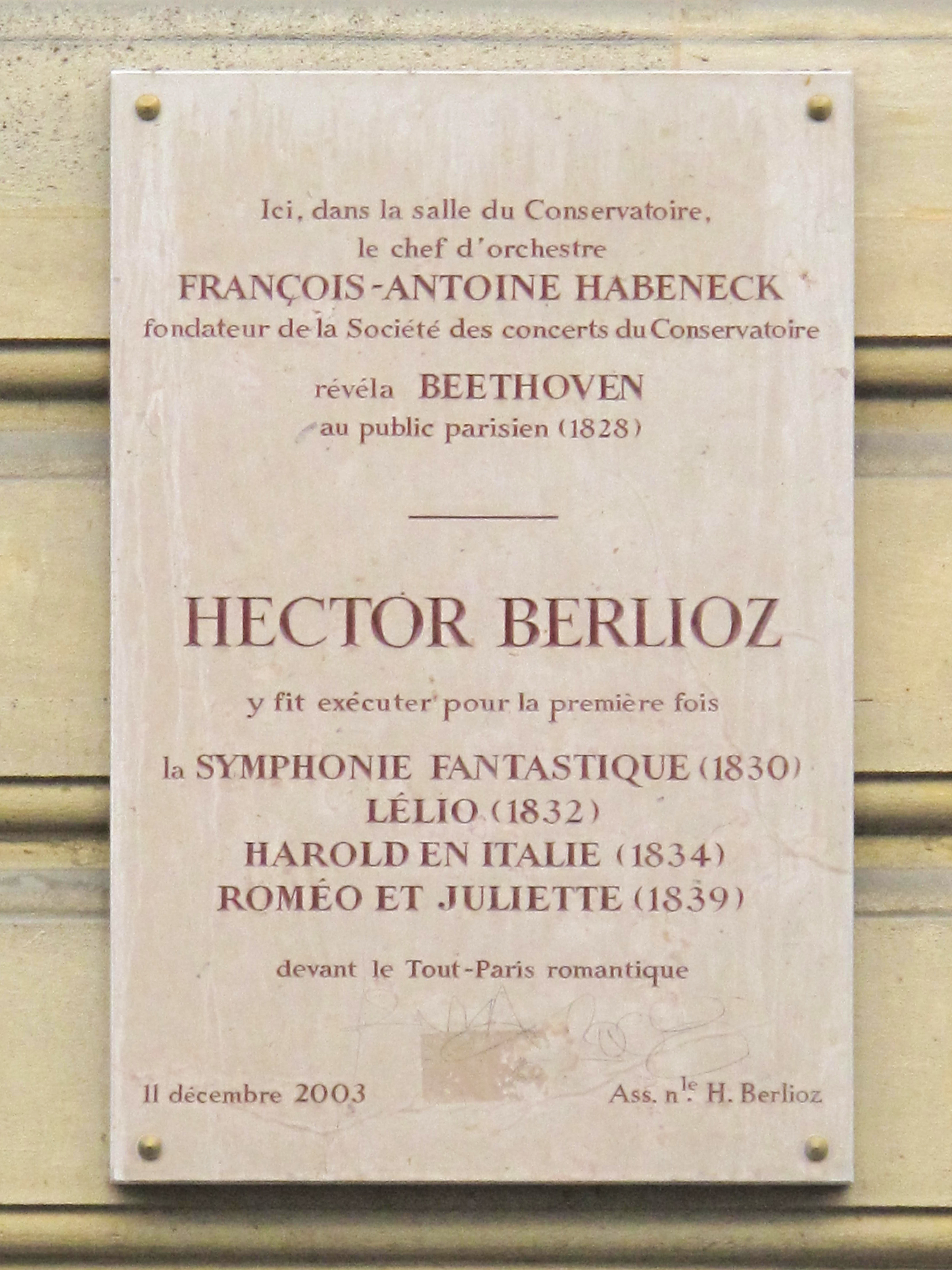
Plaque commémorant le concert inaugural de la Société des concerts du Conservatoire dirigé par François-Antoine Habeneck en 1828 et la création des œuvres d'Hector Berlioz dans la salle du Conservatoire.

Les exercices et les concerts des Prix des élèves du Conservatoire de Paris se déroulaient dans une petite salle située à l'angle de la rue Bergère et du faubourg Poissonnière. À la suite de l'une de ces remises de prix présidée par Lucien Bonaparte, ministre de l'Intérieur sous la tutelle duquel était alors placé l'établissement, il fut décidé que cette salle, qui ne disposait que d'un rang de loges et dont la dimension fut jugée insuffisante, serait remplacée, à l'extrémité de la grande cour des Menus-Plaisirs, par un théâtre précédé d'une bibliothèque. La première pierre de la bibliothèque fut posée par le ministre Chaptal le 14 août 1801. Un décret impérial en date du 3 mars 1806 ordonna ensuite la construction de la grande salle du Conservatoire dont la construction fut confiée à l'architecte François-Joseph Delannoy.

## Architecture et acoustique

### Plan de la salle
La salle est à l'italienne (en fer-à-cheval). Les 956 places sont réparties de la manière suivante : 
- Orchestre : 180 places
- Parterre : 150 places
- 30 loges de 4 à 6 places au parterre, dont 8 d'avant-scène : 132 places
- 2 couloirs de 8 places entre les 5e et 6e et 25e et 26e loges : 16 places
- Premier balcon de 26 places au centre et 36 de côté : 62 places
- Loge d'honneur et 30 premières loges de 4 à 6 places, dont 8 d'avant-scène : 132 places
- 2 couloirs de 8 places entre les 10e et 11e et 20e et 21e loges : 16 places
- 32 deuxièmes loges de 4 à 6 places, dont 8 d'avant-scène : 145 places
- 4 troisièmes loges de 8 à 9 places : 34 places
- Stalles d'amphithéâtre : 38 places
- Amphithéâtre : 51 places

### Disposition de l'orchestre par Habeneck
Avec une science parfaite de l'effet sonore rendu par ce « Stradivarius », François-Antoine Habeneck dispose ainsi les pupitres de l'orchestre de la Société des concerts du Conservatoire et les parties du chœur : 
- 4e gradin de l'amphithéâtre mobile : 
  - au sommet et au centre : ophicléide, timbales, instruments de percussion,
  - au-dessous :  trois trombones (jardin), deux contrebasses (cour)
- 3e gradin (de jardin à cour) : deux trompettes, trois contrebasses, quatre violoncelles, deux contrebasses
- 2e gradin : deux fois deux cors, deux fois deux bassons, deux fois deux violoncelles
- 1er gradin : deux clarinettes, deux hautbois, deux flûtes, petite flûte, violoncelle, contrebasse, violoncelle, contrebasse, deux violoncelles
- estrade sur le plancher du théâtre :
  - en fond : dix altos
  - au-dessous et au centre gauche : harpe
  - perpendiculairement, côté jardin : quinze premiers violons ; côté cour : quatorze seconds violons
  - au centre : une rangée de dix secondes basses-tailles et une rangée de dix premières basses-tailles
  - devant les basses, un peu décalé sur la droite : piano
  - à l'avant-scène devant les premiers violons : une rangée de seize sopranos 1 et une rangée de seize sopranos 2
  - à l'avant-scène devant les seconds violons : une rangée de seize seconds ténors et une rangée de seize premiers ténors
  - au centre entre les seconds sopranos et ténors : chef d'orchestre
  - au centre entre les premiers sopranos et ténors et à l'avant de l'estrade du chef : solistes ou récitants

## Classement monument historique
La salle du Conservatoire a été classée monument historique en 1921 ce qui a permis la sauvegarde de sa décoration intérieure, lors de la restauration de 1985. 